# Marília Mendonça
Marília Dias Mendonça (ur. 22 lipca 1995 w Cristianópolis w stanie Goiás, zm. 5 listopada 2021 w Piedade de Caratinga) – brazylijska piosenkarka, autorka tekstów.

## Kariera
W 2015 wydała swoją debiutancką płytę, jednak zyskała rozgłos dopiero po wydaniu pierwszego tytułowego albumu koncertowego w 2016, który otrzymał potrójną platynową płytę z nakładem 240 000 sprzedanych egzemplarzy. „Infiel”, utwór zawarty na albumie, stał się jednym z najczęściej granych utworów w Brazylii i otrzymał potrójny diamentowy krażek, co dało Mendonça ogólnokrajową rozpoznawalność. Jej drugi album Realidade został wydany w 2017 i otrzymał nominację do Latin Grammy Awards w kategorii Best Sertaneja Music Album. W 2019 roku wydała album Todos os Cantos, projekt, którego scenariuszem były występy nagrane przez piosenkarkę we wszystkich stolicach stanów kraju. Album przyniósł jej potrójną platynową płytę z nakładem 240 000 sprzedanych egzemplarzy i nagrodę Latin Grammy w najlepszym albumie muzycznym sertaneja.

## Życie prywatne
W marcu 2015 Mendonça zaczęła spotykać się z biznesmenem Yugnirem Ângelo, z którym zaręczyła się w grudniu 2016. Zerwała związek w sierpniu 2017, stwierdzając, że jest za młoda na takie zaangażowanie. Po utrzymywaniu przypadkowych relacji, w maju 2019 ujawniła, że przez pięć miesięcy była w poważnym związku z innym piosenkarzem i autorem piosenek Murilo Huffem. Para zaręczyła się i zamieszkała razem. W czerwcu tego samego roku potwierdziła, że jest w ciąży i urodziła syna Léo, urodzonego o osiem tygodni za wcześnie, 16 grudnia 2019 w Goiânia.

## Śmierć
5 listopada 2021 Marília Mendonça zginęła tragicznie wraz z czterema innymi osobami na pokładzie samolotu, którym leciała do Caratinga w stanie Minas Gerais w Brazylii, gdzie miała wystąpić na lokalnym koncercie. Wszystkie pięć zgonów zostało oficjalnie potwierdzonych wkrótce potem w relacji na żywo w TV Globo.